# Jacob Milich
Jacob Milich (también escrito indistintamente como Jakob y como Mühlich) (24 de enero de 1501 – 10 de noviembre de 1559) fue un matemático, médico y astrónomo alemán.

## Semblanza
Milich nació en Friburgo de Brisgovia, donde comenzó su educación en 1513, siendo alumno de Erasmo en la Universidad de Friburgo. Enseñó en Wittenberg, donde se graduó en medicina, pasando a ser profesor de matemáticas. Su alumno más destacado fue Erasmus Reinhold. Entre sus trabajos figura un comentario de 1535 sobre el segundo libro de Plinio el Viejo.
Decano en la Universidad de Wittenberg de los estudios filosofía y medicina, también ejerció como rector en varias ocasiones. Se sabe que tuvo un hijo, y que murió en Wittenberg en 1559

## Eponimia
- El cráter lunar Milichius lleva este nombre en su memoria.[2]